# Phượng Nghi Thư Viện

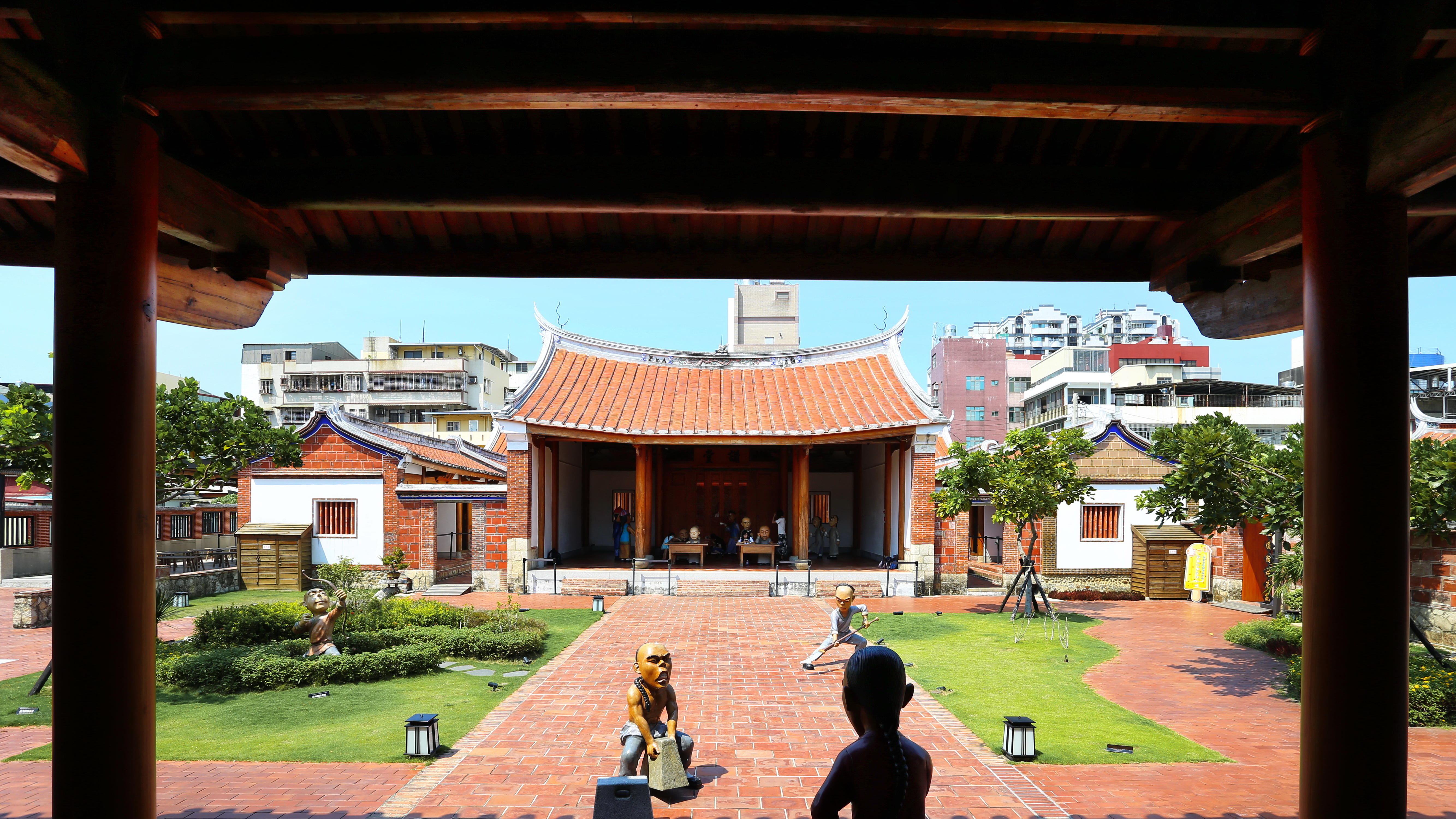
Khuôn viên sân vườn của Phượng Nghi Thư Viện

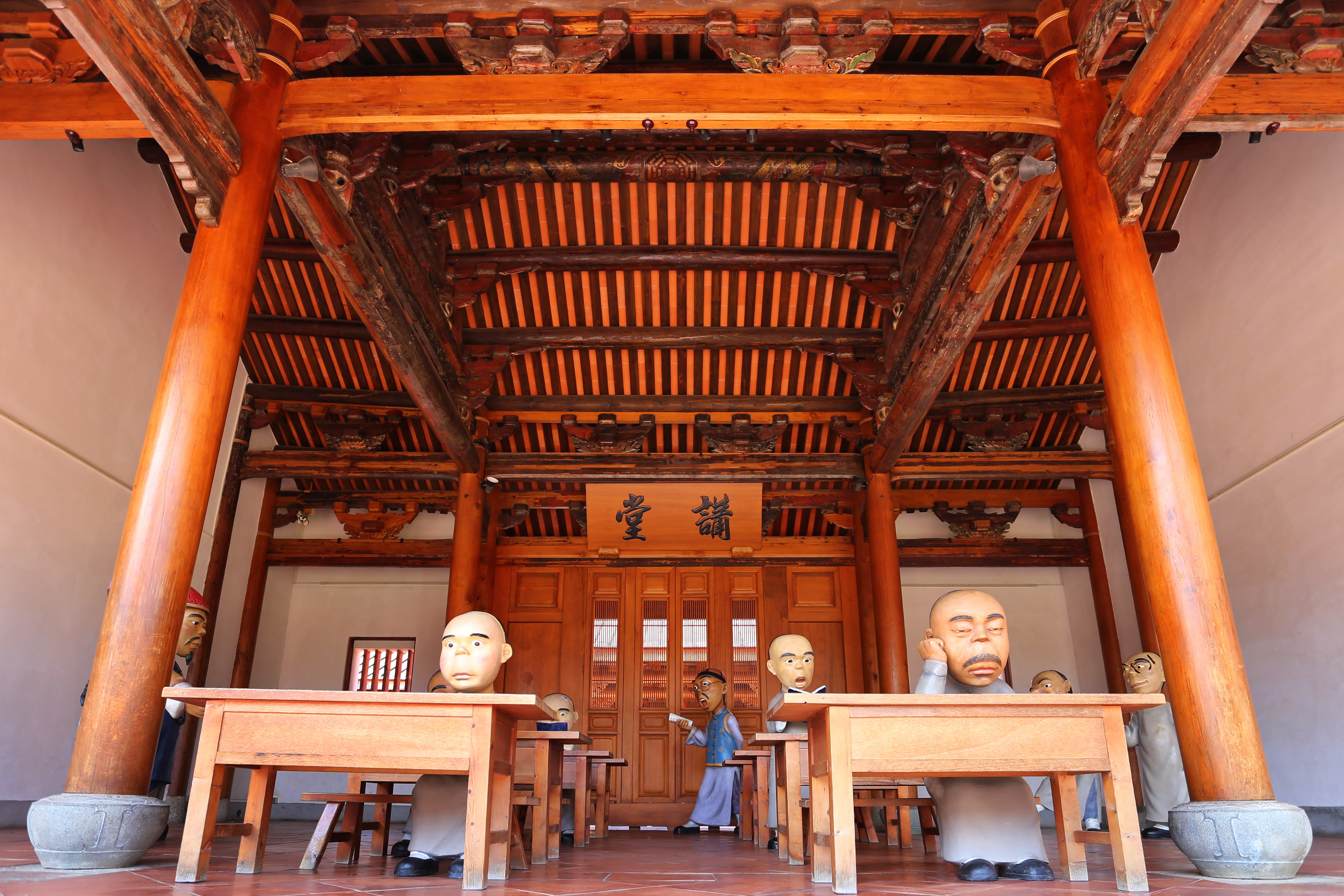
Phòng học của Phượng Nghi Thư Viện

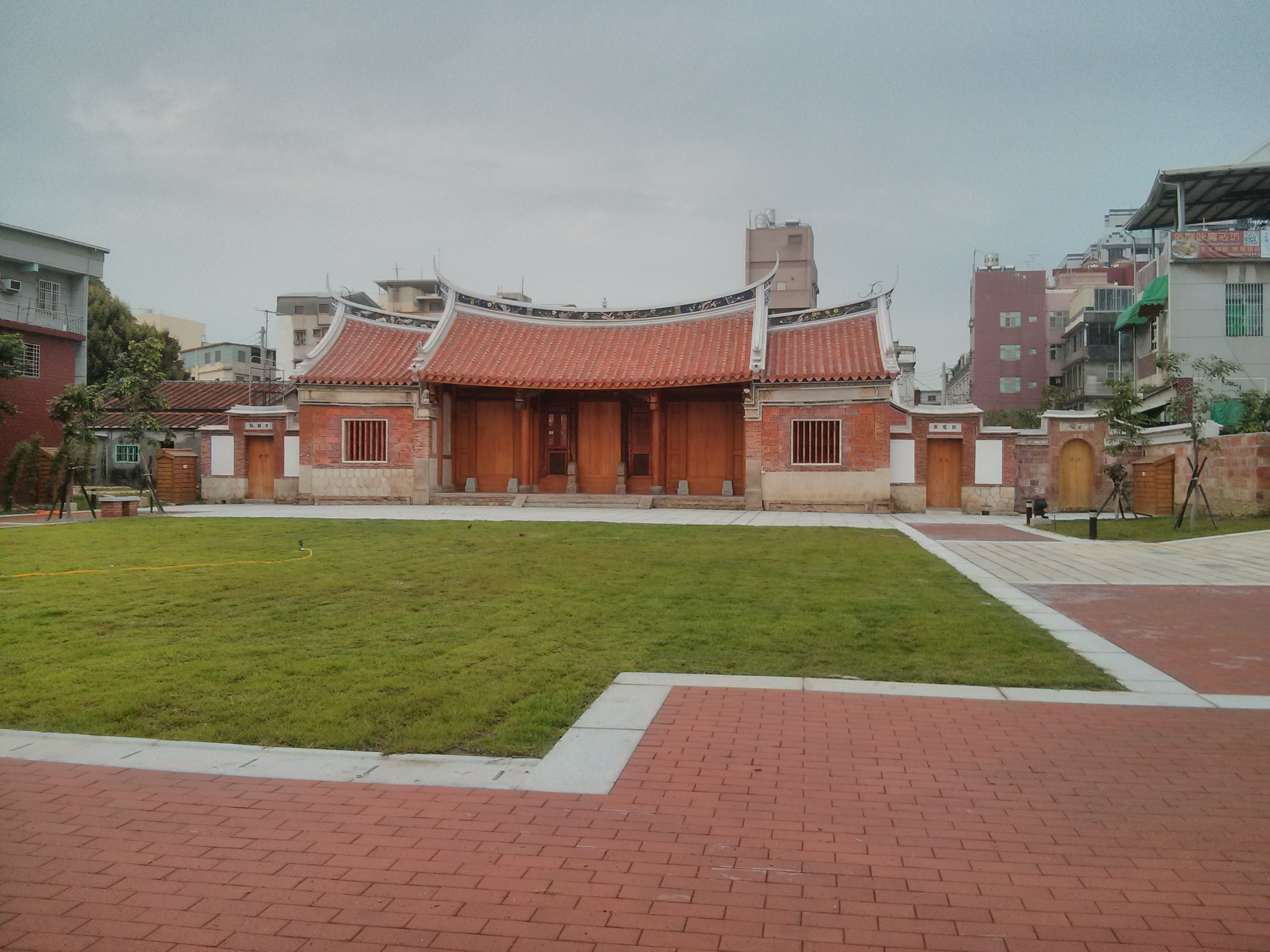
Phượng Nghi Thư Viện

Phượng Nghi Thư Viện (tiếng Trung: 鳳儀書院; bính âm: Fèngyí Shūyuàn) là một học viện cũ trước đây trong thời Đài Loan dưới sự cai trị của nhà Thanh tại Phượng Sơn, Cao Hùng, Đài Loan. Đây là học viện Nho giáo lớn nhất được bảo tồn ở Đài Loan.

## Lịch sử
Thư viện được xây dựng vào năm 1814 bởi Trương Đình Khâm (tiếng Trung: 張廷欽) trong suốt triều đại vua Gia Khánh. Nó còn là nơi các sĩ tử thi tuyển khoa cử. Vào ngày 13 tháng 11 năm 1985, thư viện được công nhận là di tích lịch sử cấp 3. Vào năm 2007, the Chính phủ Thành phố Cao Hùng mua lại quyền sở hữu đất của học viện và trùng tu các tòa nhà với tổng kinh phí lên đến 100 tỉ NT$.

## Kiến trúc
Thư viện được xây dựng theo lối kiến trúc Trung Hoa với chạm khắc gỗ và những tấm bảng hiệu khắc châm ngôn sống tốt. Có 37 phòng với bàn thờ chính dành riêng cho Văn Xương đế quân (文昌), Khuê Xương (奎昌) và Thương Thánh (倉聖).

## Vận chuyển
Từ phía Đông Ga Phượng Sơn của Cao Hùng MRT có thể đi đến thư viện.